# Rechtsschutz bei überlangen Gerichtsverfahren und strafrechtlichen Ermittlungsverfahren
Der Rechtsschutz bei überlangen Gerichtsverfahren und strafrechtlichen Ermittlungsverfahren ist Gegenstand des 2011 eingeführten 17. Titels im deutschen Gerichtsverfassungsgesetz (GVG), der den Beteiligten eines gerichtlichen Verfahrens und eines strafrechtlichen Ermittlungsverfahrens für den Fall der unangemessen langen Verfahrensdauer unter anderem das Recht auf finanzielle Entschädigung einräumt. Die Regelungen, die Folge mehrerer Entscheidungen des Europäischen Gerichtshofs für Menschenrechte (EGMR) sind, gelten für alle Prozessordnungen. Zentrale Voraussetzung ist, dass die Dauer eines Gerichtsverfahrens oder eines strafrechtlichen Ermittlungsverfahrens „unangemessen“ lang ist. Wann das der Fall ist, ist gesetzlich nicht definiert, sondern ist nach den Umständen des Einzelfalls zu beurteilen. Die Bestimmungen gewähren den Prozessbeteiligten eines überlangen Verfahrens eine finanzielle Entschädigung, die in einem gesonderten Gerichtsverfahren einzuklagen ist.

## Hintergrund

### Ausgangslage
Der Rechtsschutz bei überlangen Gerichtsverfahren und strafrechtlichen Ermittlungsverfahren betrifft Fälle, in denen eine Partei ein Gerichtsverfahren anhängig gemacht hat (z. B. eine Forderung einklagt), das angerufene Gericht sich aber nicht in angemessener Zeit mit der Sache befasst bzw. keine Entscheidung in der Sache herbeiführt. Hier kann das Bedürfnis entstehen, das Gericht zur Förderung des Verfahrens und zur Herbeiführung einer Entscheidung zu bewegen. Denkbar ist auch, dass einer Partei (oder beiden) als Folge der Verzögerung der Entscheidung ein wirtschaftlicher oder immaterieller Schaden entsteht. In diesem Fall entsteht das Bedürfnis nach Entschädigung.
Eine vergleichbare Konstellation kann sich bei einem überlangen strafrechtlichen Ermittlungsverfahren ergeben.

### Verfassungsrechtliche Lage
Art. 19 Abs. 4 GG enthält in Satz 1 eine Rechtsschutzgarantie. Danach muss gegen jede auf die öffentliche Gewalt zurückzuführende Rechtsverletzung der Rechtsweg offenstehen. Zum Grundsatz der Effektivität des Rechtsschutzes gehört nach Auffassung des Bundesverfassungsgerichts auch, dass rechtzeitig innerhalb angemessener Zeit eine abschließende gerichtliche Entscheidung vorliegen muss. Art. 19 Abs. 4 GG enthält – auch – einen Gestaltungsauftrag an den Gesetzgeber: Er muss diesen Grundsatz bei der Ausgestaltung der Gerichtsorganisation und des Prozessrechts berücksichtigen. Einen vergleichbaren Ansatz enthält Art. 6 Abs. 1 EMRK, der in Deutschland den Rang eines einfachen Gesetzes hat: Danach hat jede Person das Recht, dass über Streitigkeiten in Bezug auf ihre zivilrechtlichen Ansprüche und Verpflichtungen oder über eine gegen sie erhobene strafrechtliche Anklage von einem unabhängigen und unparteiischen, auf Gesetz beruhenden Gericht in einem fairen Verfahren, öffentlich und innerhalb angemessener Frist verhandelt wird.

### Rechtslage in Deutschland bis 2011
Bis 2011 gab es im deutschen Rechtssystem keine ausdrückliche Regelung, mit der Beteiligte eines Gerichts- oder Ermittlungsverfahrens eine Beschleunigung erwirken oder eine Entschädigung erreichen konnten. Möglich waren lediglich indirekte oder nachrangige Schritte. Hierzu gehörten
- die gesetzlich nicht geregelte, durch Richterrecht entwickelte Untätigkeitsbeschwerde
- die Gegenvorstellung, die Anregung und die Dienstaufsichtsbeschwerde
- die Verfassungsbeschwerde, mit der eine Verletzung von Art. 19 GG geltend gemacht werden kann, und
- die Geltendmachung von Amtshaftungsansprüchen, die in diesem konkreten Aspekt gemäß § 839 Abs. 2 Satz 2 BGB nicht vom Richterprivileg ausgeschlossen werden.

Diese Möglichkeiten hatten und haben nur begrenzte Folgen. Die Untätigkeits- und die Verfassungsbeschwerde sind jeweils auf die bloße gerichtliche Feststellung der Untätigkeit gerichtet, lösen aber keine unmittelbaren Folgen für das Prozessgericht aus, das den Rechtsstreit verzögernd behandelt. Die Dienstaufsichtsbeschwerde ist zudem eine bloße Maßnahme der Personalaufsicht. Amtshaftungsansprüche sind nachrangig; sie folgen üblicherweise erst nach dem Abschluss des (verzögerten) Ausgangsprozesses.
Der EGMR hat in den vergangenen Jahren in mehreren Entscheidungen die überlange Dauer von Gerichtsverfahren in Deutschland gerügt und zugleich bemängelt, dass die bestehenden Möglichkeiten, sich gegen ein überlanges Verfahren zu wehren, ineffektiv sind.

## Schaffung einer gesetzlichen Regelung
Anknüpfend an diese Rechtsprechung, entstand der Auftrag an den gemäß Art. 74 Abs. 1 Nr. 1 GG zuständigen Bundesgesetzgeber, eine Regelung zu schaffen, die Prozessbeteiligten die Möglichkeit gibt, eine Beschleunigung und ggf. auch eine Entschädigung zu erwirken.

### Zielkonflikte bei einer Neuregelung
Bei der Konzeption einer Regelung musste der Gesetzgeber das Spannungsfeld zwischen der Garantie eines effektiven Rechtsschutzes einerseits und der ebenfalls verfassungsrechtlich verankerten richterlichen Unabhängigkeit (Art. 97 Abs. 1 GG) anderseits beachten. Die richterliche Unabhängigkeit bezieht sich neben der Entscheidung über die Sache selbst auch auf alle die Entscheidung vorbereitenden Maßnahmen einschließlich der Terminierung und der Reihenfolge, in der anhängige Klagen behandelt werden. Daraus ergibt sich, dass eine Überprüfbarkeit der Verfahrensgestaltung grundsätzlich gewährleistet sein muss, andererseits aber eine Regelung fester Erledigungsfristen unzulässig ist.

### Gesetzgebungsverfahren
Im Frühjahr 2010 stellte die damalige Bundesjustizministerin Leutheusser-Schnarrenberger einen Gesetzentwurf vor, der den Rechtsschutz bei überlangen Gerichtsverfahren verbessern sollte. Die Bundesregierung leitete am 3. September 2010 den Entwurf eines Gesetzes über den Rechtsschutz bei überlangen Gerichtsverfahren und strafrechtlichen Ermittlungsverfahren gemäß Art. 76 Abs. 2 S. 1 GG dem Bundesrat zu. Rechtsausschuss, Finanzausschuss und Ausschuss für Innere Angelegenheiten begrüßten den Gesetzentwurf in Stellungnahmen grundsätzlich und schlugen zudem verschiedene Änderungen des Entwurfes vor. Der Bundesrat nahm in seiner Sitzung am 15. Oktober 2010 gemäß Art. 76 Abs. 2 S. 2 GG zum Entwurf Stellung.
Anschließend brachte die Bundesregierung den Gesetzesentwurf in den Bundestag ein, der ihn am 20. Januar 2011 an den Rechts- und den Innenausschuss überwies. Der Rechtsausschuss führte am 23. März 2011 eine öffentliche Anhörung durch. Beide Ausschüsse behandelten den Gesetzentwurf am 25. Mai 2011 sowie am 28. September 2011; im Rechtsausschuss lagen zudem mehrere Änderungsanträge (17(6)80, 17(6)100) vor. Der Rechtsausschuss empfahl mit den Stimmen von CDU/CSU, FDP und SPD gegen die Stimmen der Fraktion Die Linke bei Stimmenthaltung der Fraktion Bündnis 90/Die Grünen, den Gesetzesentwurf mit Änderungen anzunehmen.
Der Bundestag hat den Gesetzentwurf am 29. September 2011 in zweiter und dritter Lesung abschließend behandelt und sowohl den Gesetzentwurf mit den vom Rechtsausschuss empfohlenen Änderungen als auch die vom Rechtsausschuss empfohlene Entschließung angenommen.
Der Bundesrat stimmte in seiner 888. Sitzung am 14. Oktober 2011 dem (zustimmungsbedürftigen) Gesetz zu. Einer Empfehlung des Rechtsausschusses, den Vermittlungsausschuss anzurufen, ist der Bundesrat somit nicht gefolgt. Der Rechtsausschuss hatte bemängelt, dass der Gesetzentwurf wesentliche Forderungen des Bundesrates nicht berücksichtigt habe. So sei die Beweislastumkehr des § 198 Abs. 2 S. 1 GVG zu streichen. Eine Entschädigungsklage solle zudem erst nach Abschluss des laufenden Verfahrens (und nicht bereits sechs Monate nach Erhebung der Verzögerungsrüge) erhoben werden können, um weitere Verzögerungen des laufenden Verfahrens zu vermeiden. Vorschau des Bundesrates vom 11. Oktober 2011 auf seine 888. Sitzung. (Memento vom 14. Oktober 2011 im Internet Archive) Das Gesetz wurde am 24. November 2011 ausgefertigt und am 2. Dezember 2011 im Bundesgesetzblatt verkündet.

## Struktur
Der Rechtsschutz bei überlangen Gerichtsverfahren und strafrechtlichen Ermittlungsverfahren ist gerichtsbarkeitsübergreifend in den §§ 198 ff. GVG geregelt. Er gilt – teilweise über Verweisungsnormen (§ 173 VwGO, § 9 ArbGG, § 202 SGG) – in allen Verfahrensordnungen.

## Regelungsinhalt
Das Gesetz sieht eine Kombination aus vorbeugendem Rechtsschutz (Verzögerungsrüge) und kompensatorischem Rechtsschutz (Entschädigungsanspruch) vor. Letzterer baut auf ersterem auf. Von zentraler Bedeutung ist der in § 198 Abs. 1 Satz 1 GVG geregelte Entschädigungsanspruch:
Eine Klage allein auf Feststellung der unangemessenen Dauer ist dagegen unzulässig. Die Angemessenheit der Verfahrensdauer richtet sich nach den Umständen des Einzelfalles, insbesondere nach der Schwierigkeit und Bedeutung des Verfahrens und nach dem Verhalten der Verfahrensbeteiligten und Dritter.

## Anwendungsbereich

### Gegenständlicher Anwendungsbereich
Nach der Legaldefinition des § 198 Abs. 6 Nr. 1 GVG gelten die Rechtsschutzbestimmungen für jedes gerichtliche Verfahren von der Einleitung bis zum rechtskräftigen Abschluss einschließlich eines Verfahrens auf Gewährung vorläufigen Rechtsschutzes und zur Bewilligung von Prozess- oder Verfahrenskostenhilfe.
Die Bestimmungen gelten demnach für
- Hauptsacheverfahren
- Anträge auf Prozesskostenhilfe
- Kostengrundentscheidungen
- Kostenfestsetzungsverfahren,
- Anträge auf Beiladung,
- Ablehnungsgesuche,
- Entschädigungs- oder Vergütungsanträge von Sachverständigen, Zeugen usw.
- Anträge auf Aussetzen, Ruhen, Trennung oder Verbindung,
- selbständiges Beweissicherungsverfahren[19]
- Anträge auf Urteils- oder Tatbestandsberichtigung und
- Erinnerungsverfahren.[20]

Ausgenommen ist allerdings das Insolvenzverfahren nach seiner Eröffnung.

### Zeitlicher Anwendungsbereich
Erfasst sind alle Verfahrensstadien von der Erhebung bis zum Eintritt von Rechtskraft. Auch die (verzögerte) Eintragung der Klage kann mit der Verzögerungsrüge befördert werden. Erfasst ist auch der Zeitraum zwischen Verkündung der Entscheidung und dem Absetzen in schriftlicher Form bzw. der Zustellung der Entscheidung.

### Sonderregelungen

#### Sonderregelung für Strafverfahren
Für Strafverfahren bestanden bereits bisher differenzierte Möglichkeiten, eine rechtsstaatswidrige überlange Dauer sowohl des Ermittlungs- als auch des Hauptverfahrens auszugleichen. Ein solcher Ausgleich kann etwa durch Berücksichtigung der Verzögerung im Rahmen der Strafzumessung oder sogar durch Einstellung des Verfahrens erfolgen. Die derartige Berücksichtigung einer überlangen Verfahrensdauer soll als „ausreichende Wiedergutmachung auf andere Weise“ im Sinne des § 198 Abs. 2 Satz 2 GVG (§ 199 Abs. 3 GVG) gelten.

#### Sonderregelung für Verfahren vor dem Bundesverfassungsgericht
Art. 2 des Gesetzes über den Rechtsschutz bei überlangen Gerichtsverfahren und strafrechtlichen Ermittlungsverfahren enthält mehrere Änderungen des Bundesverfassungsgerichtsgesetzes. Für Verfahren vor dem Bundesverfassungsgericht wird mit der Verzögerungsbeschwerde (§§ 97a ff. BVerfGG) eine neue Verfahrensart eingeführt. Über Entschädigung und Wiedergutmachung wegen unangemessen langer Verfahrensdauer wird auf Grund dieser Verzögerungsbeschwerde entschieden (§ 97b Abs. 1 S.  1 BVerfGG). Die Erhebung einer Verzögerungsbeschwerde setzt ebenfalls eine Verzögerungsrüge voraus (§ 97b Abs. 1 S. 2 BVerfGG). Zur Entscheidung über die Verzögerungsbeschwerde ist eine mit vier Verfassungsrichtern besetzte Beschwerdekammer zuständig (§ 97c Abs. 1 BVerfGG).
In der Geschichte des Bundesverfassungsgerichts gab es bisher nur eine erfolgreiche Verzögerungsbeschwerde: im dortigen Fall konnte das Bundesverfassungsgericht fünf Jahre lang nicht klären, ob der Erste oder der Zweite Senat für die Verfassungsbeschwerde zuständig ist, sodass der Beschwerdeführerin eine Entschädigung von 3000 Euro zugesprochen wurde. Eine darüber hinaus gehende Amtshaftungsklage vor dem Landgericht Karlsruhe endete in einem Vergleich, in dem sich das Gericht verpflichtete, der Beschwerdeführerin weitere 2500 Euro zu zahlen.

## Unangemessene Verfahrensdauer
Der Begriff der „unangemessenen Dauer“ ist von zentraler Bedeutung für den Entschädigungsanspruch. Die unangemessene Dauer ist nicht nur eine grundsätzliche Voraussetzung für den Entschädigungsanspruch, sondern auch Grundlage für die konkrete Höhe des Entschädigungsanspruchs.
Das Gesetz enthält zur „unangemessenen Dauer“ keine Legaldefinition und keine konkrete zeitliche Vorgaben; es bietet in § 198 Abs. 1 Satz 2 GVG nur einzelne Kriterien wie die tatsächliche oder rechtliche Schwierigkeit der Sache, die Bedeutung des Verfahrens, das Verhalten der Verfahrensbeteiligten und Verhalten Dritter. In der Rechtsprechung ist anerkannt, dass es keine festen (Zeit-)Grenzen gibt, sondern jedes Verfahren einzeln betrachtet werden muss; einzelne Entscheidungen gehen aber von einer unangemessenen Dauer aus, wenn das Gericht 12 Monate lang untätig gewesen ist. Bei der Beurteilung im Konkreten spielt auch die Frage eine Rolle, ob ein Sachverständigengutachten eingeholt oder sonst umfänglich Beweis erhoben werden muss. Auch ein zusätzlicher Zeitaufwand für die richterliche Bemühung, das Ausgangsverfahren im Vergleichswege zu beenden. Ob dabei auch die Sinnhaftigkeit richterlicher Entscheidungen im Ausgangsverfahren überprüft werden darf, ist umstritten.
Insgesamt ist die Rechtsprechung zu dieser Frage auch drei Jahre nach Inkrafttreten des Gesetzes noch uneinheitlich.

## Entschädigungsanspruch
Dauert ein gerichtliches Verfahren oder ein strafrechtliches Ermittlungsverfahren unangemessen lange, so wird der Beteiligte „angemessen entschädigt“.

### Voraussetzungen
In verfahrensrechtlicher Hinsicht setzt das voraus, dass der Betroffene im Ausgangsverfahren eine Verzögerungsrüge erhoben hat. Sie ist kein Rechtsbehelf, sondern lediglich eine Anregung, das Verfahren zu beschleunigen. Die Verzögerungsrüge ist an das Gericht zu richten, das das Ausgangsverfahren (verzögernd) bearbeitet, nicht dagegen an das Gericht, das später über eine Entschädigung zu befinden hat.

### Rechtsfolge: Entschädigung
Eine unangemessene Verfahrensdauer führt zu einem Anspruch auf angemessene Entschädigung. Hierbei sind immaterielle und materielle Schäden zu ersetzen.

#### Immaterieller Schaden
§ 198 Abs. 2 Satz 1 GVG vermutet unwiderleglich, dass eine unangemessen lange Verfahrensdauer zu einem immateriellen Schaden führt. Das gilt nach dem Willen des Gesetzgebers unabhängig davon, ob derjenige, der sich auf die Verzögerung beruft, im Ausgangsverfahren gewonnen hat oder nicht: Auch der, der verliert, hat ein Recht darauf, in angemessener Zeit zu wissen, woran er ist.
Nach § 198 Abs. 2 Satz 3 GVG wird der immaterielle Schaden mit 1200 Euro für jedes Jahr der Verzögerung entschädigt. Ist der Betrag gemäß Satz 3 nach den Umständen des Einzelfalles unbillig, kann das Gericht einen höheren oder niedrigeren Betrag festsetzen. Für Zeiträume unter einem Jahr kann monats-, wochen- oder tageweise abgerechnet werden. Eine Begrenzung des Ersatzanspruchs auf Gegenstandswert des Ausgangsverfahrens erfolgt nicht, d. h. die Höhe der Entschädigung hängt nicht von dem Streitwert des Ausgangsverfahrens ab.
Die Entschädigung wegen immaterieller Schäden darf nach einem Grundsatzurteil des Bundessozialgerichts bei Sozialleistungen nicht als Einkommen berücksichtigt werden; sie steht insoweit einer Schmerzensgeldzahlung gleich.

#### Materieller Schaden
Soweit darüber hinaus ein konkret nachweisbarer materieller Schaden entstanden ist, kann auch er ersetzt werden. Das gilt beispielsweise für Fahrtkosten.

## Entschädigungsklage
Der Entschädigungsanspruch ist nicht im Ausgangsverfahren, sondern mit einer eigenständigen Entschädigungsklage geltend zu machen (§ 201 GVG). Zuständig dafür ist das jeweilige Oberlandesgericht, unabhängig davon, ob das verzögerte Ausgangsverfahren ein erst- oder zweitinstanzliches Verfahren war. Bei Verzögerungen vor Bundesgerichten ist der Entschädigungsanspruch beim BGH geltend zu machen.
Beklagte ist gemäß § 200 GVG die Bundesrepublik Deutschland für Verzögerungen bei den Bundesgerichten, in allen anderen Fällen ist es das jeweilige Bundesland. Bei gemeinsamen Gerichten ist Beklagte das Land, gegen dessen Verwaltungshandeln sich der spätere Entschädigungskläger im Ausgangsverfahren gewehrt hatte.
Ob die Höhe der verlangten Entschädigung im Klageantrag zur Entschädigungsklage zu beziffern ist, ist in der Rechtsprechung umstritten.
Die Entschädigungsklage kann frühestens sechs Monate nach Erhebung der Verzögerungsrüge und spätestens sechs Monate nach der Erledigung des Ausgangsverfahrens erhoben werden (§ 198 Abs. 5 Satz 2 GVG).

## Evaluation des Bundestages
Die Bundesregierung hat, einer Empfehlung des Bundestages folgend, zwei Jahre nach dem Inkrafttreten des Gesetzes eine Evaluation vorgenommen. Der Evaluationsbericht umfasst die Zeit vom Inkrafttreten des Gesetzes bis zum 31. Dezember 2013.
Die für den Evaluationszeitraum erhobenen Daten zeigen, dass überlange Verfahren in erster Linie ein Problem der Sozialgerichtsbarkeit sind. Hier sind 50 Prozent mehr Verzögerungsrügen erhoben und dreimal mehr Entschädigungsklagen anhängig gemacht worden als in allen anderen Gerichtsbarkeiten zusammen. Allerdings waren die Erfolgsquoten der Entschädigungsklagen gering; gleiches gilt für die gezahlten Entschädigungen:
Für den Zeitraum vom Dezember 2011 bis zum Dezember 2013 ergeben sich danach folgende Werte:
| Gerichtsbarkeit            | Entschädigungsklagen Erfolgsquote | Entschädigungssumme Summe (ggf. gerundet) |
| Zivilgerichtsbarkeit       | 30,68 %                           | 54.400 €                                  |
| Strafgerichtsbarkeit       | 44,44 %                           | 7.400 €                                   |
| Verwaltungsgerichtsbarkeit | 58,06 %                           | 20.243 €                                  |
| Finanzgerichtsbarkeit      | 15,38 %                           | 4.300 €                                   |
| Sozialgerichtsbarkeit      | 13,23 %                           | 96.260 €                                  |

In der Arbeitsgerichtsbarkeit wurde lediglich über eine Entschädigungsklage entschieden; sie war erfolgreich.

## Bewertung und Kritik
Der EGMR sieht das Verfahren nach §§ 198 ff. GVG als wirksame Beschwerde i. S. d. Art. 13 EMRK an und lässt seit dem Inkrafttreten der Bestimmungen nur noch in Ausnahmefällen (s. bspw. Nr. 62198/11) Individualbeschwerden wegen überlanger Verfahrensdauer zu.
In der rechtswissenschaftlichen Literatur werden die Regeln der § 198 ff. GVG teilweise als unzureichend kritisiert. Anknüpfungspunkt der Kritik ist in erster Linie die Unbestimmtheit des Begriffs der unangemessenen Dauer.
Die Bundesrechtsanwaltskammer kritisiert in einer Stellungnahme aus März 2014 Unklarheiten bei der Rechtsfolge insbesondere im Verhältnis von Entschädigung zur Wiedergutmachung auf sonstige Weise.
Die Verteilung der Zuständigkeiten auf alle Gerichtsbarkeiten wird kritisiert. Sie führe dazu, dass sich höchstrichterliche Rechtsprechung zu den §§ 198 ff. GVG „nur schwerfällig und nicht vollständig homogen“ entwickle.
Der Bund deutscher Sozialrichter kritisiert den Rechtsschutz bei überlangen Gerichtsverfahren in vielfältiger Weise:
- Die Entschädigungsverfahren führen zu einer zusätzlichen Belastung für die Gerichte. Allein im Jahr 2013 gingen 166 Entschädigungsklagen beim Landessozialgericht Nordrhein-Westfalen ein. Verfahren werden dadurch nicht schneller, sondern eher noch langsamer bearbeitet, weil Richterstellen für die Bearbeitung der Entschädigungsklagen eingesetzt werden müssen, die dann an anderer Stelle fehlen.
- Dadurch, dass nicht nur das Hauptsacheverfahren, sondern auch Nebenforderungen wie z. B. Richterablehnungen oder Anhörungsrügen Gegenstand einer Entschädigungsklage sein können, können auf ein Hauptsacheverfahren viele Entschädigungsverfahren fallen.
- Auch das Entschädigungsverfahren selbst kann Gegenstand einer Entschädigungsklage sein, es droht so eine endlose, nie aufhörende Kette an Entschädigungsverfahren.
- Zwar hat der Gesetzgeber entschieden, dass das Entschädigungsverfahren grundsätzlich in allen Gerichtsbarkeiten kostenpflichtig ist und von der Zahlung eines Kostenvorschusses abhängig ist, allerdings ist die konkrete Umsetzung dieser Regelung in den einzelnen Gerichtsbarkeiten teilweise unklar. Insbesondere stellt sich die Frage, wie vorgegangen werden muss, wenn in einem Verfahren, das kein zivilgerichtliches Verfahren ist, der Kostenvorschuss nicht gezahlt wird, da entsprechende Regelungen fehlen.

Gefordert wird u. a. die Einführung des Anwaltszwangs für Entschädigungsverfahren auch in der Sozialgerichtsbarkeit.